# کارترتون، آکسفوردشر
latitudeکارترتون، آکسفوردشرlongitudeکارترتون، آکسفوردشر
کارترتون، آکسفوردشر (به انگلیسی: Carterton, Oxfordshire) یک شهرک در بریتانیا است که در انگلستان واقع شده‌است.

## خصوصیات
کارترتون ۱۱٬۸۰۵ نفر جمعیت دارد.